# Éditos de Açoca

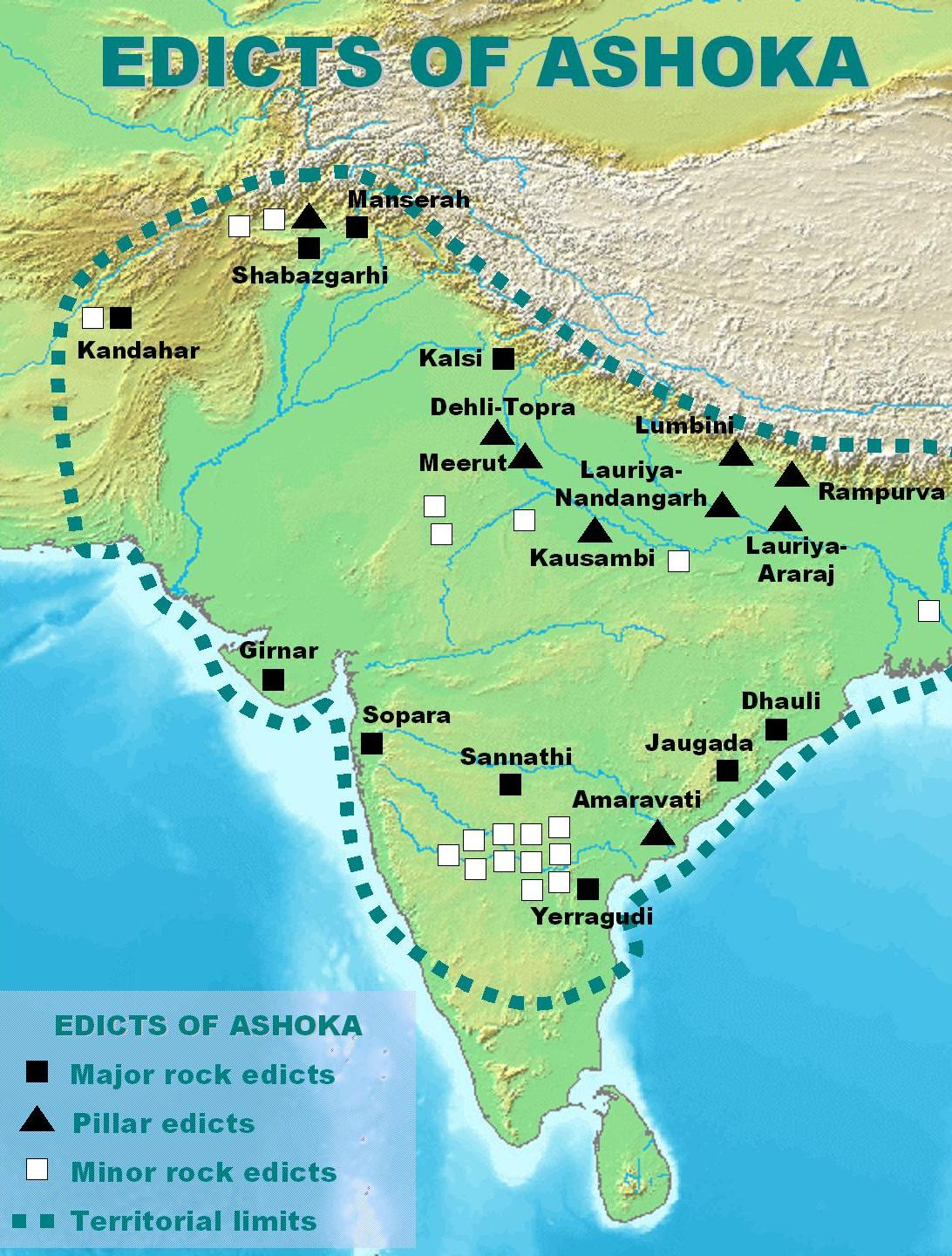
Distribuição dos Éditos da Açoca

Os Éditos de Açoca é uma coleção de 33 inscrições nos Pilares de Açoca, bem como em pedras e paredes de cavernas, feita pelo imperador Açoca do Império Máuria, durante o seu reinado de 269 a 231 a.C.
Essas inscrições estão dispersas por todas as áreas da moderna Bangladexe, Índia, Nepal e Paquistão e representam a primeira evidência tangível do Budismo. Os éditos descrevem em detalhes a primeira ampla expansão do Budismo através do patrocínio de um dos reis mais poderosos da história indiana. De acordo com os éditos, a extensão de proselitismo budista durante este período chegou tão distante como no Mediterrâneo, e muitos monumentos budistas foram criados nesses lugares.
Essas inscrições proclamam a crenças de Açoca no conceito budista de Darma e seus esforços para desenvolver o darma em todo o seu reino. Embora o budismo e o Buda são mencionados, os éditos focam em preceitos sociais e morais, em vez de específicas práticas religiosas ou da dimensão filosófica do budismo.
Nessas inscrições, Açoca refere-se a si mesmo como o "Amado dos Deuses" e "Rei Pr
riya-darshi". A identificação do rei Priya-darshi com Açoca foi confirmada por uma inscrição descoberta em 1915 por C. Beadon em Maski, num vilarejo no distrito de Raichur no estado de Carnataca. As inscrições encontradas no leste da Índia foram escritos no idioma Magadhi, usando a escrita brami.
Na parte ocidental da Índia, a linguagem usada está mais perto de sânscrito, usando a escrita Kharoshthi, e uma parte do édito 13 é escrito em língua grega, sendo um édito bilíngue  em grego e aramaico. Estes éditos foram decodificados pelo arqueólogo e historiador britânico James Prinsep.
As inscrições giram em torno de alguns temas recorrentes: a conversão de Açoca para o budismo, a descrição de seus esforços para difundir o budismo, seus preceitos morais e religiosos, e seu programa social.

## Conversão de Açoca

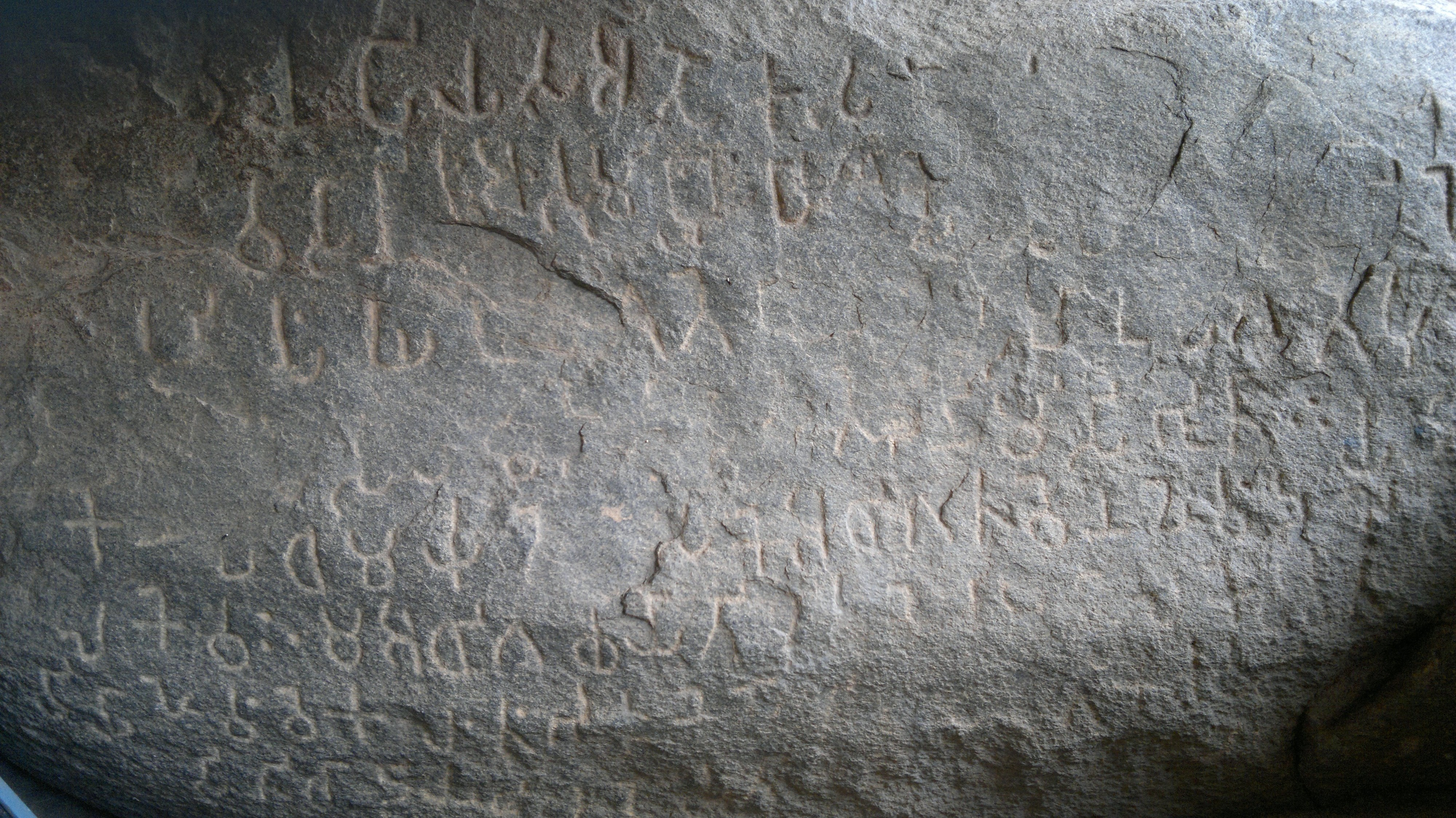
Édito de Açoca em Maski, no dist. de Raichur, Carnataca. Este édito confirma o nome de Açoca como o "Devanampiya Piadassi"

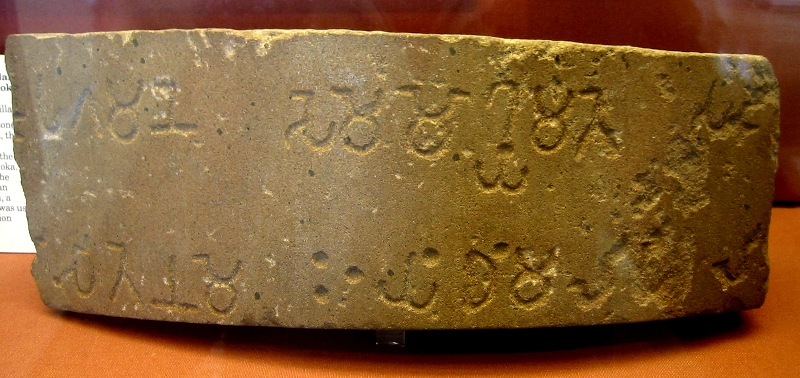
Fragmento do sexto Pilar dos Éditos de Açoca, em brami, arenitos. Museu Britânico

Açoca explica que ele se converteu ao budismo por remorso a sua conquista de Calinga cerca 264 a.C. no leste da Índia (próximo ao atual estado de Orissa):
O amados dos Deuses, Rei Piyadasi, conquistou os calingas oito anos depois de sua coroação. Cento e 50 mil foram deportados, cem mil foram mortos e muitos mais morreram (por outras causas). Após a Calinga ser conquistada, o amado dos Deuses, veio a sentir uma forte inclinação para o Dhamma, um amor para o Dhamma e para instruir em Dhamma. Agora o amado dos Deuses sente profundo remorso por ter conquistado a Kalinga. Édito na rocha Nb13 (S. Dhammika)
Após sua conversão, Açoca viajou por toda a Índia e visitou locais budistas sagrados, onde normalmente erguia um pilar com suas inscrições:
Vinte anos após sua coroação, o amado dos Deuses, Rei Piyadasi, visitou este lugar e rezou porque aqui o Buda, o sábio dos Sakyas, nasceu. Ele tinha uma figura de pedra e um pilar configurando o e porque o Senhor nasceu aqui, a aldeia de Lumbini foi isentos de imposto e obrigada a pagar apenas um oitavo do produto. Menores Pillar Edito NB1 (S. Dhammika)

## Proselitismo de Açoca
A fim de propagar a fé budista, Açoca, explicou que ele enviou emissários para os reis helénicos, no Mediterrâneo, e para os povos em toda a Índia, afirmando que eles foram todos convertidos para o Darma como resultado. Ele cita os nomes dos governantes gregos da época, herdeiros da conquista de Alexandre, o Grande, a partir de Báctria até a Grécia e a África do Norte, mostrando uma espantosa compreensão da situação política na época.

### Proselitismo além da Índia

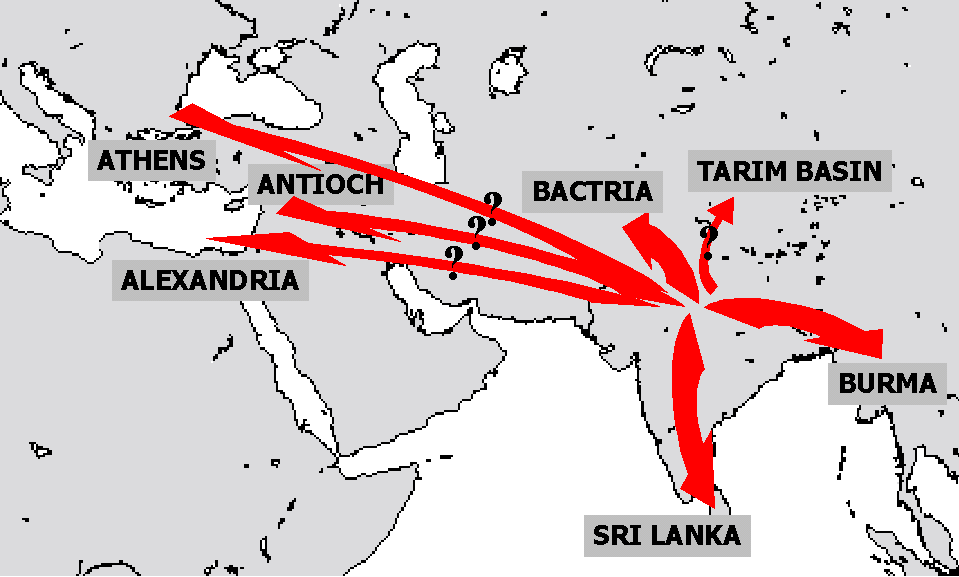
Proselitismo Budista na época do rei Açoca

Não está claro, pelos registros helénicos da época, se esses emissários foram efetivamente recebido, ou tiveram qualquer influência sobre o mundo helênico. Alguns estudiosos, no entanto, apontam para a presença de comunidades budistas no mundo helênico a partir desse momento, em especial em Alexandria (citado por Clemente de Alexandria ). A ordem pré-cristã monástica de terapeutas pode ter se inspirado, pelo seu estilo de vida ascético, pelo contato com o monaquismo budista, embora a fundação e as Escrituras sejam judaicas.
Lápides budistas do Período Ptolemaico foram encontrados em Alexandria, decoradas com representações do "Dharmacakra|Wheel of the Law". Comentando sobre a presença de budistas em Alexandria, alguns estudiosos  destacam que "Foi mais tarde nestes mesmos lugares que alguns dos centros mais ativos do Cristianismo foram estabelecidos "( Robert Linssen ).

### Proselitismo nas comunidades gregas

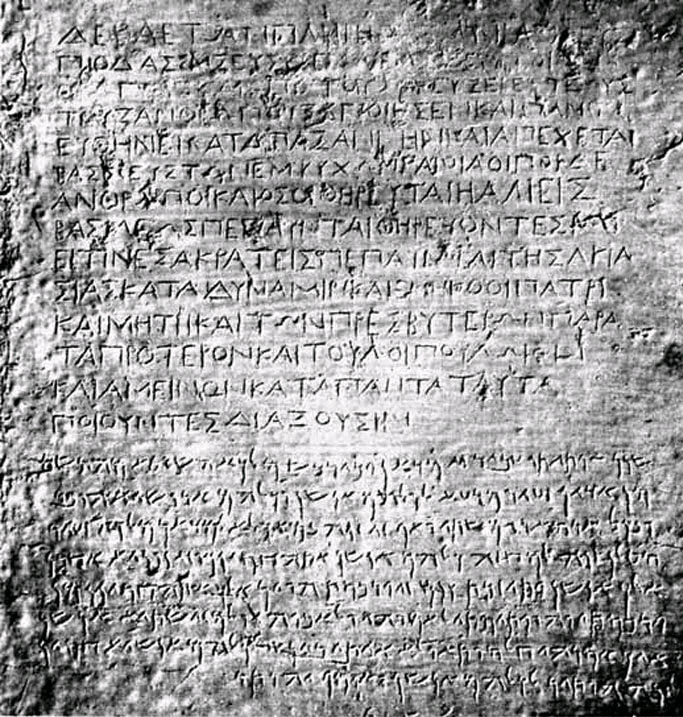
Inscrição bilíngue (grego e aramaico) pelo rei Açoca, encontrada em Candaar (Shar-i-kuna), Museu de Cabul

Dentro da Índia, diferentes populações foram objeto de proselitismo do Rei.
Após a conquista e os esforços de colonização de Alexandre, o Grande em torno de 323 a.C. comunidades grega viviam no noroeste do Império Máuria, na região do Paquistão, na antiga Gandara perto da atual capital paquistanesa de Islamabade, e no sul do Afeganistão, na região de Gedrósia. Estas comunidades parecem ter sido ainda significativas durante o reinado de Açoca. A menção em um Édito, referência notáveis aspectos destas sociedades gregas.
Não há nenhum país, exceto entre os gregos, onde estes dois grupos, brâmanes e ascetas, não são encontradas, e não há nenhum país onde as pessoas não se dedicam a uma ou outra religião. Édito na rocha Nb13 (S. Dhammika)
Dois éditos foram encontrados  no Afeganistão com inscrições em grego, um deles sendo um édito bilíngue em grego e aramaico. Este édito, encontrado em Candaar, defende a adoção de "Piedade" (usando o termo grego "eusebeia") para a comunidade grega.

## Preceitos morais
O Darma pregado por Açoca é explicado, principalmente, em termos de preceitos morais, com base em boas ações, o respeito pelos outros, generosidade e pureza.
Darma é bom, mas o que constitui a Darma? (Inclui) pouco mal, muito bom, a bondade, generosidade, honestidade e pureza. Pilar édito Nb2 (S. Dharmika)
E ações nobres do Darma e da prática do Darma consistem de ter a bondade, generosidade, honestidade, pureza, mansidão e ver a bondade aumentar entre o povo. Rocha  NB7 (S. Dharmika)

## Preceitos religiosos
Além de difundir as virtudes morais do Budismo, Açoca também insistiu que a palavra do Buda deveria ser lida e seguida, em especial nos círculos monásticos (o Sanghas ):

### Essência religiosa comum
Longe de ser sectária, e com base na crença de que todas as religiões compartilhava uma essência comum, positiva, Açoca incentivou a tolerância e a compreensão de outras religiões.
Todas as religiões devem residir em todos os lugares, pois todas elas desejam o auto-controle e pureza de coração. Édito na rocha NB7 (S. Dhammika) 
O contato (entre as religiões) é bom. Deveria-se ouvir e respeitar as doutrinas professadas pelos outros. O amado dos Deuses, Rei Piyadasi, deseja que todos devem ter o conhecimento das boas doutrinas das outras religiões. Édito na rocha Nb12 (S. Dhammika)